# Vernate (Lombardei)
Vernate ist eine italienische Gemeinde mit 3413 Einwohnern (Stand 31. Dezember 2023) in der Metropolitanstadt Mailand, Region Lombardei.
Die Nachbarorte von Vernate sind Noviglio,  Rosate,  Binasco, Calvignasco, Casarile, Casorate Primo (PV), Rognano (PV) und Trovo (PV).

## Bevölkerungsentwicklung
Vernate zählt 1045 Privathaushalte. Zwischen 1991 und 2001 stieg die Einwohnerzahl von 2199 auf 2345. Dies entspricht einem prozentualen Zuwachs von 6,6 %.